# Celtic Kings: Rage of War
Celtic Kings: Rage of War est un jeu vidéo de stratégie en temps réel (STR) incorporant des éléments de jeux de rôle développé par Haemimont Games et publié sur PC le 22 août  2002,. Le jeu prend place durant l’invasion de la Gaule par César, le joueur pouvant incarner les gaulois et les romains mais aussi les druides ou les teutons, dans deux modes de jeux différents : Le premier est une campagne composé de scénarios similaires à ceux de Warcraft II ou Warlords Battlecry II ; le deuxième étant un mode « aventure » dans lequel le joueur ne contrôle que quelques héros devant accomplir des séries de quêtes,.

## Accueil
| Celtic Kings: Rage of War |      |       |
| Média                     | Pays | Notes |
| Computer Gaming World     | US   | 4.5/5 |
| GameSpot                  | US   | 84 %  |
| Gen4                      | FR   | 70 %  |
| Jeux vidéo Magazine       | FR   | 14/20 |
| Jeuxvideo.com             | FR   | 13/20 |
| Joystick                  | FR   | 4/10  |